# Eris (hành tinh lùn)
136199 Eris (trước đây được gọi là 2003 UB313, biểu tượng: ) là hành tinh lùn lớn nhất trong Thái Dương hệ và là thiên thể thứ 11 quay quanh Mặt Trời (tính theo khoảng cách, không kể vành đai Kuiper và các vệ tinh tự nhiên). Đầu tiên, Eris được nhận diện là thiên thể ngoài Hải Vương tinh (TNO) mà các nhà thiên văn California tại đài thiên văn trên đỉnh Palomar miêu tả là "lớn hơn rõ rệt" so với Sao Diêm Vương Thiên thể này được các nhà thiên văn học phát hiện, NASA và một số phương tiện thông tin đại chúng coi là hành tinh thứ mười, nhưng vẫn chưa rõ ràng là nó sẽ được chấp nhận rộng rãi như là một hành tinh mới hay không. Nó có ít nhất một vệ tinh, điều này sẽ cho phép các nhà điều tra đo đạc khối lượng của hệ thống này.
Tên gọi ban đầu của thiên thể là 2003 UB313, nhưng các nhà phát hiện ra nó đã đề nghị tên có thể cho nó tới Hiệp hội thiên văn quốc tế (IAU), là cơ quan xem xét các quy ước đặt tên thiên văn. Tuyên bố cho rằng 2003 UB313 được đặt tên là 'Xena' hay 'Lila' là không chính xác; cả hai tên gọi này đã được các nhà phát hiện sử dụng một cách thân mật nhưng chẳng có tên nào trong chúng đã được đệ trình tới IAU. Quy tắc để đặt tên cho 2003 UB313 hiện nay bị trì hoãn phụ thuộc vào các quyết định có nên phổ biến định nghĩa thuật ngữ 'hành tinh' một cách hình thức hay không và địa vị của thiên thể này theo định nghĩa như thế nào.
Tên gọi Eris được đặt theo tên của vị thần Eris trong thần thoại Hy Lạp, người đã gây ra cuộc chiến thành Troia.
Các quan sát gần đây (2011) bởi đài quan sát La Silla ở ESO nhờ sự che khuất của Eris khi nó che qua một ngôi sao cho ước tính đường kính của nó bằng 2326 km với sai số 12 km. Các quan sát đầu tiên cho thấy mêtan đóng băng có trên bề mặt thiên thể này. Điều này cho thấy Eris giống với Diêm Vương Tinh hơn là các hành tinh nhỏ khác đã phát hiện ra trước đây ở rìa ngoài của hệ Mặt Trời.
Các quan sát tiếp theo vào tháng 10 năm 2005 phát hiện ra là thiên thể này có vệ tinh, S/2005 (2003 UB313) 1 (có tên thân mật là "Gabrielle"), sau này được đặt tên là Dysnomia - con gái của nữ thần Eris. Các nhà khoa học có kế hoạch sử dụng thông tin này để xác định khối lượng của Eris.

## Phát hiện

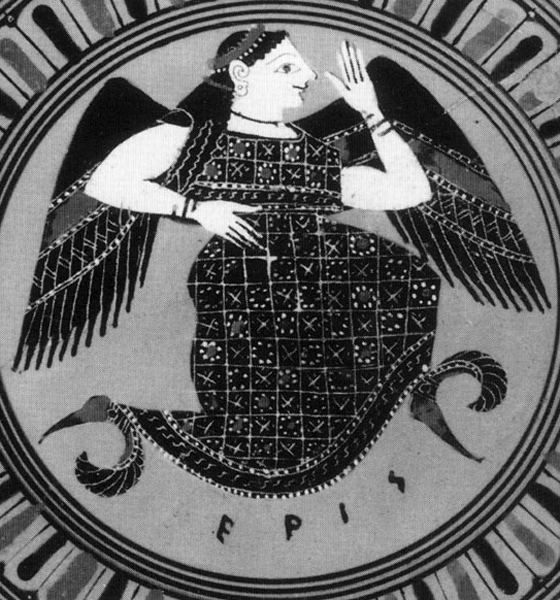
Thần xung đột Eris

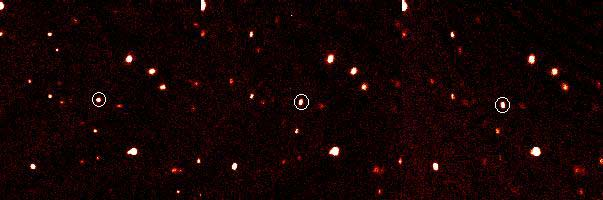
Ảnh chụp ngắt quãng chỉ ra chuyển động của Eris giữa các vì sao.

Eris được phát hiện bởi một nhóm bao gồm Michael Brown, Chad Trujillo và David Rabinowitz vào ngày 5 tháng 1 năm 2005 từ bức ảnh chụp ngày 21 tháng 10 năm 2003 và phát hiện này đã được thông báo vào ngày 29 tháng 7 năm 2005, cùng một ngày với 2 TNO lớn khác, Haumea và Makemake. Đội tìm kiếm đã quét một cách có hệ thống trong nhiều năm để tìm kiếm các thiên thể nằm ở phía ngoài của hệ Mặt Trời, và trước đây đã từng tham gia vào việc tìm kiếm một số thiên thể lớn khác ngoài Hải Vương Tinh, bao gồm 50000 Quaoar, 90482 Orcus và 90377 Sedna.
Các quan sát định kỳ được đội thực hiện vào ngày 21 tháng 10 năm 2003 với việc sử dụng kính thiên văn phản xạ 48 inch Samuel Oschin ở trạm thiên văn đỉnh Palomar, California, nhưng thiên thể chụp được trong các ảnh đã không được phát hiện ra vào thời điểm đó do chuyển động rất chậm của nó trên bầu trời: phần mềm tìm kiếm ảnh tự động của đội đã loại bỏ tất cả các thiên thể chuyển động chậm hơn 1,5 giây góc trên giờ để giảm số lượng các dương tính giả đã trả lại. Tuy nhiên, khi 90377 Sedna được phát hiện thì nó di chuyển với tốc độ 1,75 giây góc trên giờ và theo ý tưởng ấy đội quyết định phân tích lại các dữ liệu cũ của mình với giới hạn thấp hơn của chuyển động góc, phân loại thông qua các dương tính giả bằng mắt. Tháng 1 năm 2005, việc tái phân tích này cho thấy chuyển động rất chậm của Eris so với các ngôi sao.
Các quan sát tiếp theo đã được thực hiện để xác định sơ bộ quỹ đạo của nó, điều này cho phép ước tính khoảng cách và kích thước của nó. Đội có kế hoạch tạm thời chưa công bố phát hiện của mình cho đến khi các quan sát kế tiếp được thực hiện để có thể xác định chính xác hơn kích thước và khối lượng của thiên thể này, nhưng đã phải thay đổi ý định khi phát kiến của một thiên thể khác mà họ đã theo vết (Haumea) đã được một nhóm khác ở Tây Ban Nha công bố. Nhóm của Brown sau đó lên án nhóm Tây Ban Nha về hành vi nghiêm trọng trong nguyên tắc xử thế có liên quan đến việc phát hiện ra Haumea và yêu cầu họ cần phải rút khỏi việc nhận phát hiện đó là của mình (xem Haumea hay các bài báo của Michael E. Brown để có thêm chi tiết).

## Phân loại

Ảnh động chỉ ra chuyển động của Eris trên các ảnh đã sử dụng để phát hiện nó. Eris nằm ở bên trái, phía trên phần giữa của ảnh một chút. Ba khung hình này chụp cách nhau 3 giờ.

Eris được phân loại như là SDO, một thiên thể thuộc TNO mà người ta tin rằng đã "bị rải" từ vành đai Kuiper vào không gian xa hơn và có quỹ đạo bất thường do các tương tác hấp dẫn với Hải Vương Tinh khi hệ Mặt Trời hình thành. Mặc dù độ nghiêng quỹ đạo lớn của nó là bất thường trong số các SDO hiện nay đã biết, các mô hình lý thuyết cho rằng các thiên thể mà nguyên thủy nằm gần góc bên trong của vành đai Kuiper bị ném vào các quỹ đạo có độ nghiêng cao hơn so với các thiên thể ở phía ngoài vành đai. Các thiên thể bên trong vành đai nói chung là nặng hơn so với các thiên thể ở mé ngoài, và vì thế các nhà thiên văn dự tính là có thể phát hiện ra nhiều thiên thể lớn giống như Eris trong các quỹ đạo có độ nghiêng lớn.
Do Eris xuất hiện dường như còn lớn hơn cả Diêm Vương Tinh, nó có thể được coi là hành tinh thứ mười của hệ Mặt Trời, và nó đã được NASA và các phương tiện thông tin đại chúng miêu tả như thế trong các thông tin về việc phát hiện ra nó. Tuy nhiên, nó vẫn chưa được gọi chính thức là như thế, do ngay cả địa vị của Diêm Vương Tinh như là một hành tinh cũng là chủ thể của các tranh cãi. Một số nhà thiên văn tin rằng có một lượng lớn các TNO chưa phát hiện ra cũng to lớn hơn cả Diêm Vương Tinh. Phân loại tất cả chúng như là hành tinh được coi là điều gây khó khăn.
IAU đang xem xét lại định nghĩa của thuật ngữ 'hành tinh' vì sự trông đợi ngày càng tăng là một thiên thể nào đó còn to hơn Diêm Vương Tinh sẽ được tìm ra. IAU dự kiến sẽ nhanh chóng công bố định nghĩa trong thời gian sớm nhất, nhưng hiện nay điều này còn chưa chắc chắn. Cho đến khi định nghĩa này được đưa ra thì IAU vẫn tiếp tục coi mọi thiên thể được phát hiện ở khoảng cách xa hơn 40 AU như là một phần của quần thể ngoài Hải Vương Tinh nói chung (xem ở đây) Lưu trữ ngày 17 tháng 1 năm 2006 tại Wayback Machine.
Chủ nhiệm của nhóm công tác của IAU trong việc xác định thuật ngữ hành tinh đã cam kết là Diêm Vương Tinh vẫn giữ sự phân loại hiện nay của nó do các lý do lịch sử, và không có gì khác nữa được gọi là hành tinh Lưu trữ ngày 10 tháng 9 năm 2005 tại Wayback Machine. Quan điểm này cũng được ít nhất là một thành viên khác của nhóm chia sẻ

## Tên gọi
Thiên thể ban đầu có tên gọi sơ bộ là 2003 UB313, đã được đảm bảo một cách tự động theo các quy tắc đặt tên của IAU cho các hành tinh nhỏ. Bước tiếp theo trong việc xác định thiên thể này sẽ là việc kiểm tra bên ngoài về quỹ đạo của nó và đặt cho nó một cái tên vĩnh cửu. 2003 UB313 cũng được xem xét như các tiểu hành tinh khác, những người phát hiện ra nó sẽ có đặc quyền đưa ra tên gọi trong vòng 10 năm kể từ khi đánh số vĩnh cửu cho nó, tuân theo sự phê chuẩn của Ủy ban danh pháp cho các thiên thể nhỏ Lưu trữ ngày 3 tháng 8 năm 2006 tại Wayback Machine của IAU Phần III. Theo các quy tắc của IAU, các TNO càn phải đặt tên theo tên vị thần sáng tạo, với ngoại lệ duy nhất cho các thiên thể giống như Diêm Vương Tinh, được đặt tên theo tên của các vị thần âm phủ.
Khả năng phân loại thiên thể này như là một hành tinh chính, tuy thế, có thể được thúc đẩy tốt bởi sự chậm trễ trong việc tiến hành các bước, thời gian và các thủ tục chấp nhận giống như các thứ đã áp dụng cho các sao chổi và các tiểu hành tinh. IAU đã ra một thông báo ngắn liên quan tới tên gọi cho 2003 UB313, chỉ ra rằng thiên thể này sẽ không được đặt tên cho đến khi người ta quyết định nó có phải là hành tinh hay không. Lưu trữ ngày 17 tháng 1 năm 2006 tại Wayback Machine
Các nhà phát hiện đã đệ trình tên gọi của họ cho 2003 UB313, mà theo quy tắc của IAU nó không thể phơi bày một cách công khai. Đội của Brown đã vi phạm quy tắc này trong năm 2003 khi họ thông báo tên gọi "Sedna" cho một tiểu hành tinh trước khi nó được chính thức chấp nhận, đã dấy lên sự chỉ trích trong cộng đồng thiên văn; IAU sau đó đã nới lỏng các quy tắc và cho phép trình tự xúc tiến đối với các phát hiện chính yếu mới . Trang Web URL sử dụng tên gọi "Hành tinh Lila" (lấy theo tên của cô con gái mới sinh của Michael Brown, Lilah), và đội các nhà thiên văn này cũng đã gọi một cách hình thức thiên thể này là Xena, lấy theo tên của phim truyền hình Xena: Nữ chúa chiến tranh, nhưng chẳng có tên gọi nào trong số này đã được đệ trình tới IAU.
Hai ngày sau khi thông báo về phát hiện, Brown đã thảo luận các ý tưởng của nhóm ông về tên gọi cho thiên thể trên website riêng:
"Nếu thiên thể nằm trong các quy tắc cho các thiên thể vành đai Kuiper khác, thì nó cần phải được đặt tên theo một nhân vật nào đó trong thần thoại sáng tạo. Chúng tôi đã quyết định cố gắng tuân theo quy tắc này. [...] Một trong những tên gọi cụ thể phù hợp nhất có thể là Persephone. Trong thần thoại Hy Lạp Persephone là người vợ (do bắt cóc) của Hades (Thần Pluto (Diêm Vương) theo thần thoại La Mã) mỗi năm sáu tháng ở dưới âm phủ. Tiếng khóc của mẹ nàng là Demeter sinh ra cái chết của mùa đông. Hành tinh mới nằm trên quỹ đạo mà có thể miêu tả tương tự; một nửa thời gian ở gần Pluto và một nửa thời gian thì ở xa. Đáng buồn là tên gọi Persephone đã được sử dụng năm 1895 như là tên gọi của tiểu hành tinh đã biết thứ 399. Truyện tương tự có thể kể gần như với bất kỳ thần Hy Lạp hay La Mã nào [...] Thật may là thế giới có nhiều tín ngưỡng huyền thoại và tinh thần. Trong quá khứ chúng ta đã đặt tên các thiên thể vành đai Kuiper theo tên thổ dân Mỹ, Inuit và các [tiểu] thần La Mã. Tên gọi mới mà chúng tôi đề nghị được đưa ra theo một tín ngưỡng khác." 
Ông cũng bổ sung thêm rằng IAU đã không vô tư khi đề cập đến thiên thể này và thậm chí ủy ban cần phải chịu trách nhiệm như thế nào trước việc phê chuẩn tên gọi của nó. Ủy ban theo dõi các hành tinh chính đã đề nghị là nếu thiên thể này được phân loại như là một hành tinh chính, việc đặt tên phải tuân theo truyền thống Hy Lạp-La Mã cho các hành tinh. Brown đã chỉ ra trong bài báo gần đây  rằng ông có thể đề nghị tên gọi Persephone nếu truyền thống này được duy trì, mặc dù một thực tế là tên gọi này đã được trao cho tiểu hành tinh thứ 399 đã biết.
Cho đến ngày 6 tháng 9 năm 2006, đội khám phá đã đề xuất tên gọi Eris. Bảy ngày sau đó, tên gọi này được IAU chính thức chấp nhận. Brown quy định rằng, vì thiên thể này được xem là một hành tinh xuất hiện lâu dài, nên nó xứng đáng đặt tên theo các vị thần trong thần thoại Hy Lạp hoặc La Mã, giống như việc đặt tên này cho các hành tinh khác. Tên gọi Eris là tên của một vị thần bất hòa và xung đột trong thần thoại Hy Lạp. Thiên thể mới, giống như bản chất của tên gọi, cũng đem đến sự "bất hòa" cho các nhà thiên văn học, khiến IAU phải tranh cãi về việc định nghĩa lại hành tinh.

## Quỹ đạo

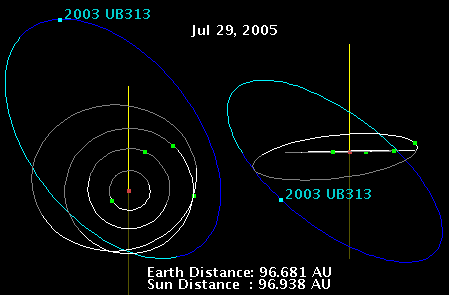
Vị trí của 2003 UB_{313} (Eris) vào ngày 29 tháng 7 năm 2005. Bên trái là quan sát từ "phía trên" của mặt phẳng của hệ mặt trời, bên phải lào quan sát từ "phía trước". Màu xanh lam sẫm chỉ ra phần quỹ đạo nằm dưới mặt phẳng hoàng đạo. Cũng chỉ ra cả Thổ Tinh, Thiên Vương Tinh, Hải Vương Tinh và Diêm Vương Tinh.

Eris có chu kỳ quỹ đạo 557 năm, và hiện nay đang nằm gần như ở khoảng cách cực đại của nó tới Mặt Trời (điểm viễn nhật). Hiện tại nó là thiên thể xa nhất đã biết của hệ Mặt Trời với khoảng cách tới Mặt Trời là 97 AU, mặc dù có khoảng 40 TNO đã biết (nổi tiếng nhất là 2000 OO67 và Sedna), mà hiện tại nằm gần với Mặt Trời hơn Eris lại có khoảng cách quỹ đạo trung bình lớn hơn của nó .
Giống như Diêm Vương Tinh, quỹ đạo của nó có độ lệch tâm cao và sẽ đưa nó tới khoảng cách khoảng 35 AU với Mặt Trời khi nó ở điểm cận nhật (Khoảng cách của Diêm Vương Tinh tới Mặt Trời là 29 tới 49,5 AU, trong khi Hải Vương Tinh chỉ quay trong quỹ đạo trên 30 AU). Không giống như các hành tinh có đất và các hành tinh khí khổng lồ, mà quỹ đạo của chúng đều nằm trên gần như một mặt phẳng giống như Trái Đất, quỹ đạo của Eris là rất nghiêng —nó nghiêng một góc khoảng 44 độ so với mặt phẳng hoàng đạo.
Thiên thể mới này hiện nay có độ sáng biểu kiến khoảng 19, làm cho nó đủ sáng để có thể phát hiện được bằng các kính thiên văn nghiệp dư. Kính thiên văn với thấu kính 8" hay gương và CCD có thể chụp ảnh Eris trong bầu trời đen sẫm (ví dụ về ảnh nghiệp dư của Eris, xem ). Nguyên nhân mà nó không được thông báo cho đến tận bây giờ là do quỹ đạo rất dốc của nó: phần lớn các nhà tìm kiếm các thiên thể lớn nằm mé ngoài hệ mặt trời tập trung vào mặt phẳng hoàng đạo, mà ở đó phần lớn vật chất của hệ mặt trời được tìm thấy.

## Kích thước

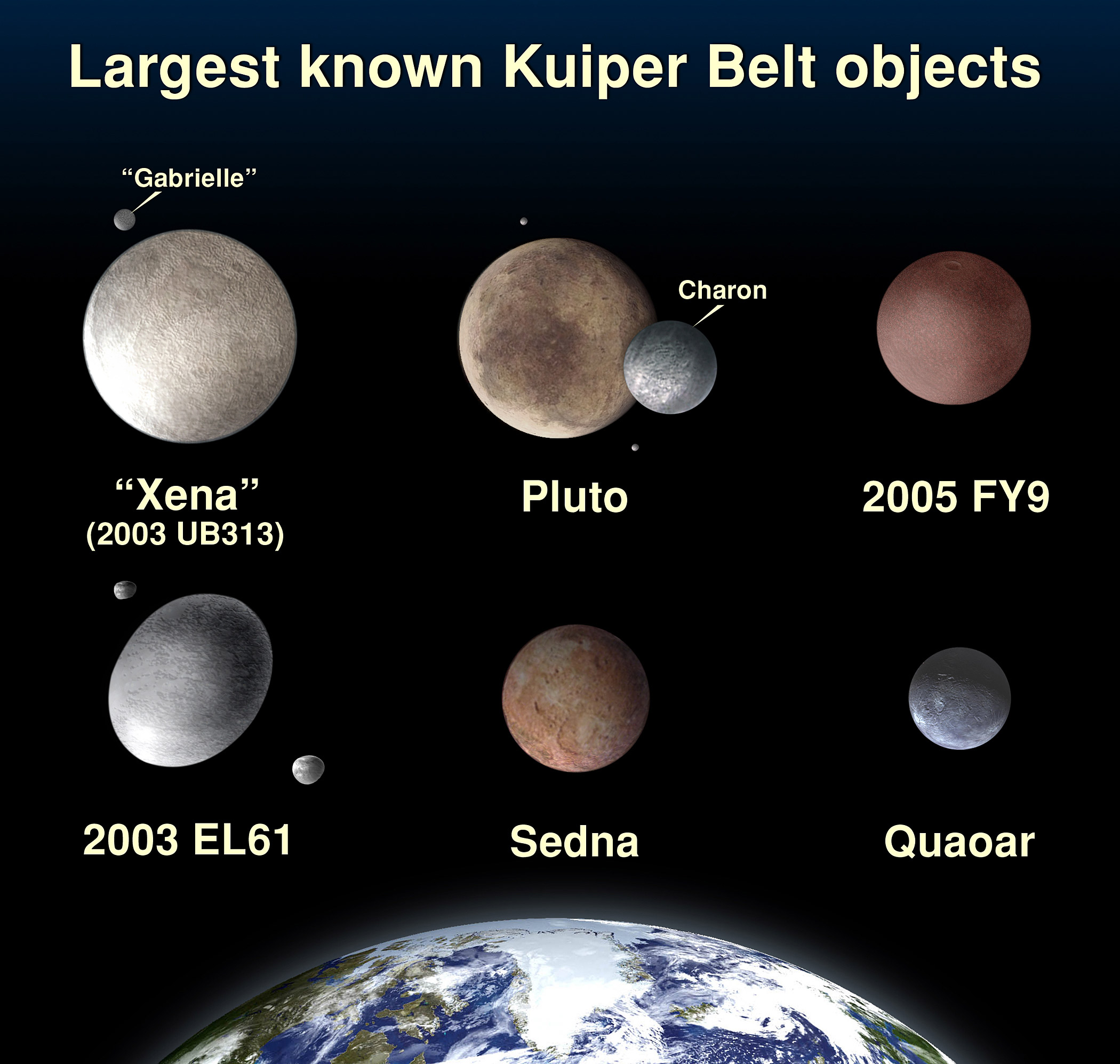
So sánh kích thước Eris với các thiên thể cùng loại khác trong vành đai Kuiper

Độ sáng của thiên thể trong hệ Mặt Trời phụ thuộc vào kích thước của nó cũng như lượng ánh sáng mà nó phản xạ (suất phản chiếu của nó). Nếu như khoảng cách tới thiên thể và suất phản chiếu của nó đã biết, thì bán kính có thể dễ dàng xác định từ độ sáng biểu kiến của nó, với suất phản chiếu cao hơn đưa đến bán kính nhỏ hơn. Hiện tại, suất phản chiếu của Eris là không rõ, và vì thế kích thước thực sự của nó cũng chưa thể xác định. Tuy nhiên, các nhà thiên văn đã tính toán rằngt thậm chí nếu nó có phản xạ toàn bộ ánh sáng mà nó nhận được (tương ứng với suất phản chiếu cực đại 1,0 hay 100%) thì nó vẫn lớn cỡ như Diêm Vương Tinh (2.390 km). Trên thực tế, suất phản chiếu của nó gần như chắc chắn nhỏ hơn 1,0 vì thế thiên thể mới có lẽ là lớn hơn Diêm Vương Tinh. Dự đoán tốt nhất hiện nay coi nó có suất phản chiếu tương tự như Diêm Vương Tinh, điều đó có nghĩa là khoảng 0,6 hay tương ứng với đường kính 2.900 km.
Các quan sát của kính thiên văn vũ trụ Spitzer có thể đưa ra giới hạn trên trong kích thước của Eris. Lượt quan sát đầu tiên đã thất bại trong việc phát hiện thiên thể mới, kết quả mà nó thông báo ban đầu chỉ ra giới hạn trên là khoảng 3.500 km, nhưng sau đó đã bị phát hiện là do sai sót kỹ thuật  Lưu trữ ngày 2 tháng 12 năm 2005 tại Wayback Machine, vì thế ước tính giới hạn trên của nó là khoảng 5.000 km vẫn chưa bị bỏ đi. Các quan sát mới diễn ra trong ngày 23 tháng 8 và 25 tháng 8 năm 2005 và hiện nay đang được phân tích  Lưu trữ ngày 13 tháng 7 năm 2007 tại Wayback Machine.
Để xác định tốt hơn bán kính của Eris, tổ phát hiện được cho thời gian quan sát trên Kính thiên văn vũ trụ Hubble (HST). Ở khoảng cách 97 AU, một thiên thể có bán kính khoảng 3.000 km sẽ có kích thước góc vào khoảng 40 miligiây, nó có thể đo được nhờ HST: mặc dù phân tích các thiên thể nhỏ như thế nằm ở mức giới hạn của Hubble, các công nghệ xử lý ảnh phức tạp như giải xoắn có thể sử dụng để đo các kích thước góc như thế khá chính xác. Trước đây tổ tìm kiếm cũng đã từng áp dụng công nghệ này đối với 50000 Quaoar, sử dụng ACS để đo trực tiếp bán kính của nó.

## Bề mặt

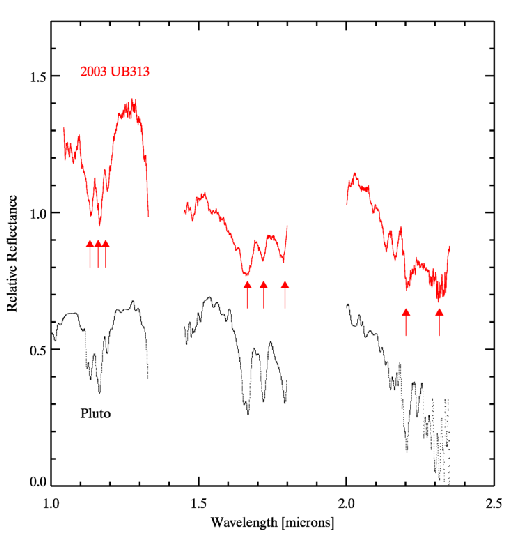
Phổ hồng ngoại của Eris (chú thích màu đỏ), so sánh với phổ của Diêm Vương Tinh (chú thích màu đen), chỉ ra sự tương tự của hai thiên thể. Các mũi tên biểu thị các vạch hấp thụ mêtan.

Đội tìm kiếm đã tuân theo sự xác định ban đầu của họ về Eris với các quan sát bằng kính quang phổ thực hiện trên Kính thiên văn Gemini Bắc 8 m tại Hawaii ngày 25 tháng 1 năm 2005. Ánh sáng hồng ngoại từ thiên thể cho thấy sự hiện diện của băng mêtan, chỉ ra rằng bề mặt của Eris là tương tự như của Diêm Vương Tinh, là TNO duy nhất đã biết đến nay là có mêtan. Vệ tinh của Hải Vương Tinh Triton có lẽ là có liên quan tới các thiên thể vành đai Kuiper, và cũng có mêtan trên bề mặt nó.
Không giống như Diêm Vương Tinh và Triton có ánh đỏ, Eris xuất hiện gần như là có màu xám. Màu ánh đỏ của Diêm Vương Tinh có lẽ là do các trầm tích của tholin trên bề mặt nó, và ở đâu các trầm tích này làm sẫm màu bề mặt thì ở đó suất phản chiếu thấp dẫn tới nhiệt độ cao hơn và làm cho mêtan bay hơi. Ngược lại, Eris là đủ xa từ Mặt Trời đến mức mêtan có thể ngưng tụ trên bề mặt nó thậm chí khi suất phản chiếu rất thấp. Sự ngưng tụ của mêtan đồng đều trên bề mặt đã làm giảm độ tương phản và có thể che phủ lên bất kỳ một trầm tích của tholin có màu đỏ nào.
Mêtan là một chất dễ bay hơi và sự hiện diện của nó chỉ ra rằng hoặc là Eris luôn luôn nằm ở khoảng cách rất xa của hệ Mặt Trời ở đó nó đủ lạnh để lớp băng mêtan tồn tại, hoặc là nó có nguồn mêtan bên trong để bổ sung cho khí đã thoát ra ngoài khí quyển của nó.Điều này ngược lại với các quan sát của một thiên thể vành đai Kuiper khác cũng mới phát hiện gần đây, Haumea, ở đó có sự hiện diện của nước đá chứ không phải mêtan.

## Vệ tinh

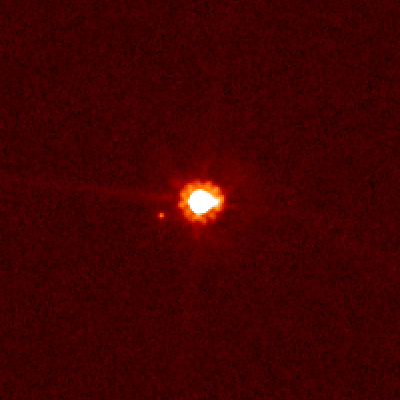
Eris và Dysnomia

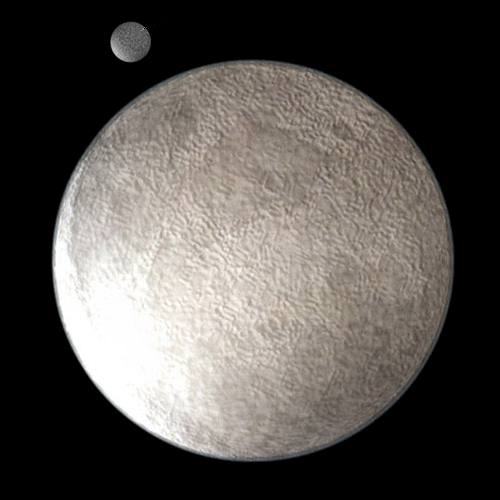
Eris và Dysnomia

Trong năm 2005, đội quang học thích ứng tại đài thiên văn Keck ở Hawaii tiến hành quan sát 4 thiên thể sáng nhất của vành đai Kuiper (Diêm Vương Tinh, Makemake, Haumea, và Eris), sử dụng hệ thống quang học thích ứng với sao laze định hướng trang bị mới nhất. Các quan sát thực hiện vào ngày 10 tháng 9 cho thấy có một vệ tinh quay quanh Eris, được tạm thời đặt tên là S/2005 (2003 UB313) 1. Để gắn với tên "Xena" đã sử dụng cho 2003 UB313, vệ tinh này còn được các nhà phát hiện gọi là Gabrielle, lấy theo tên của người bạn của nữ chúa chiến binh.
Vệ tinh này mờ hơn Eris khoảng 60 lần, và đường kính của nó ước tính khoảng 8 lần nhỏ hơn. Chu kỳ quỹ đạo của nó hiện nay tính sơ bộ là khoảng 2 tuần, các quan sát tiếp theo sẽ cho phép đo đạc chính xác hơn. Khi các nhà thiên văn biết chu kỳ và bán trục chính của quỹ đạo vệ tinh thì họ sẽ có khả năng xác định khối lượng của cả hệ thống. Cùng với việc đặt tên Eris, vê tinh này được đặt tên là Dysnomia.
Các nhà thiên văn hiện nay biết rằng 3 trong số 4 thiên thể vành đai Kuiper sáng nhất có vệ tinh, trong khi các thành viên mờ hơn của vành đai chỉ khoảng 10% là đã biết có vệ tinh. Điều này được tin là các va chạm giữa các KBO lớn là thường xuyên trong quá khứ. Các va chạm giữa các thiên thể kích thước khoảng 1000 km có thể phát tán ra một lượng lớn vật chất để sau đó chúng kết hợp lại thành vệ tinh. Cơ chế tương tự được coi là đã dẫn tới sự hình thành của vệ tinh tự nhiên duy nhất của Trái Đất là Mặt Trăng khi Trái Đất đã bị va chạm với một thiên thể khổng lồ trong thời kỳ lịch sử đầu tiên của Hệ Mặt Trời.

## Tham chiếu
1. ↑  
Staff (ngày 1 tháng 5 năm 2007). "Discovery Circumstances: Numbered Minor Planets". IAU: Minor Planet Center. Truy cập ngày 5 tháng 5 năm 2007.
2. ↑  
Brown, Mike (2006). "The discovery of 2003 UB313 Eris, the largest known dwarf planet". Truy cập ngày 3 tháng 5 năm 2007.
3. ↑  
"Define Eris". Dictionary.com. Random House. Truy cập ngày 4 tháng 10 năm 2012.
4. ↑  
"Julia Sweeney and Michael E. Brown". Hammer Conversations: KCET podcast. 2007. Bản gốc lưu trữ ngày 6 tháng 10 năm 2008. Truy cập ngày 1 tháng 10 năm 2008.
5. 1 2  
"JPL Small-Body Database Browser: 136199 Eris (2003 UB313)" (ngày 18 tháng 9 năm 2014 last obs). Truy cập ngày 23 tháng 11 năm 2014.
6. ↑  
"List Of Centaurs and Scattered-Disk Objects". Minor Planet Center. Truy cập ngày 10 tháng 9 năm 2008.
7. ↑  
Buie, Marc (ngày 6 tháng 11 năm 2007). "Orbit Fit and Astrometric record for 136199". Deep Ecliptic Survey. Truy cập ngày 8 tháng 12 năm 2007.
8. 1 2  
Sicardy, B.; Ortiz, J. L.; Assafin, M.; Jehin, E.; Maury, A.; Lellouch, E.; Gil-Hutton, R.; Braga-Ribas, F.; Colas, F.; Widemann (2011). "Size, density, albedo and atmosphere limit of dwarf planet Eris from a stellar occultation" (PDF). European Planetary Science Congress Abstracts. Quyển 6. tr. 137. Bibcode:2011epsc.conf..137S. Truy cập ngày 14 tháng 9 năm 2011.
9. ↑  
Beatty, Kelly (tháng 11 năm 2010). "Former 'tenth planet' may be smaller than Pluto". NewScientist.com. Sky and Telescope. Truy cập ngày 17 tháng 10 năm 2011.
10. ↑  
Brown, Michael E.; Schaller, Emily L. (ngày 15 tháng 6 năm 2007). "The Mass of Dwarf Planet Eris" (PDF). Science. Quyển 316 số 5831. tr. 1585. Bibcode:2007Sci...316.1585B. doi:10.1126/science.1139415. PMID 17569855.
11. ↑  
Johnston, Wm. Robert (ngày 20 tháng 9 năm 2014). "(136199) Eris and Dysnomia". Johnston's Archive. Truy cập ngày 27 tháng 9 năm 2015.
12. ↑  
Snodgrass, C.; Carry, B.; Dumas, C.; Hainaut, O. (tháng 2 năm 2010). "Characterisation of candidate members of (136108) Haumea's family". Astronomy and Astrophysics. Quyển 511. tr. A72. arXiv:0912.3171. Bibcode:2010A&A...511A..72S. doi:10.1051/0004-6361/200913031.
13. ↑  
"AstDys (136199) Eris Ephemerides". Department of Mathematics, University of Pisa, Italy. Truy cập ngày 28 tháng 2 năm 2016.
14. ↑  Conversion of absolute magnitude to diameter for minor planets
15. ↑  
Bertoldi, F.; Altenhoff, W.; Weiss, A.; Menten, K. M.; Thum, C. (ngày 2 tháng 2 năm 2006). "The trans-Neptunian object UB313 is larger than Pluto". Nature. Quyển 439 số 7076. tr. 563–564. Bibcode:2006Natur.439..563B. doi:10.1038/nature04494. PMID 16452973.
16. ↑  JPL/NASA (ngày 22 tháng 4 năm 2015). "What is a Dwarf Planet?". Jet Propulsion Laboratory. Truy cập ngày 19 tháng 1 năm 2022.
17. ↑  
"Dwarf Planet Outweighs Pluto". space.com. 2007. Truy cập ngày 14 tháng 6 năm 2007.
18. ↑  Astronomers to decide what makes a planet
19. ↑  
"The Discovery of Eris, the Largest Known Dwarf Planet". California Institute of Technology, Department of Geological Sciences. Truy cập ngày 5 tháng 1 năm 2007.
20. ↑  "IAU0605: IAU Names Dwarf Planet Eris". International Astronomical Union News. ngày 14 tháng 9 năm 2006. Bản gốc lưu trữ ngày 4 tháng 1 năm 2007. Truy cập ngày 5 tháng 1 năm 2007.
21. ↑  Brown, Mike (2007). "Lowell Lectures in Astronomy". WGBH. Bản gốc lưu trữ ngày 10 tháng 1 năm 2008. Truy cập ngày 13 tháng 7 năm 2008.
22. ↑  Andy Sullivan (2006). "Xena renamed Eris in planet shuffle". Reuters. Truy cập ngày 29 tháng 1 năm 2020.
23. ↑  ME Brown, MA van Dam, AH Bouchez, D. LeMignant, CA Trujillo, R. Campbell, J. Chin, Conrad A., S. Hartman, E. Johansson, R. Lafon, DL Rabinowitz, P. Stomski, D. Summers, PL Wizinowich (2006). "Satellites of the largest Kuiper belt objects" (abstract page). The Astrophysical Journal 639 (1): L43–L46. doi: 10.1086/501524. arXiv: astro-ph/0510029.
24. ↑  David Tytell (2006). "All Hail Eris and Dysnomia". Sky and Telescope. Cập nhật 2010/01/05.
25. "How Big Is Pluto? New Horizons Settles Decades-Long Debate". www.nasa.gov. 2015. Bản gốc lưu trữ ngày 1 tháng 7 năm 2017. Truy cập ngày 14 tháng 7 năm 2015.
26. "The IAU draft definition of "planet" and "plutons"" (Thông cáo báo chí). IAU. ngày 16 tháng 8 năm 2006. Bản gốc lưu trữ ngày 20 tháng 8 năm 2006. Truy cập ngày 16 tháng 8 năm 2006.
27. Brown, Mike (2010). "The shadowy hand of Eris". Mike Brown's Planets. Truy cập ngày 7 tháng 11 năm 2010.
28. Brown, Mike (ngày 22 tháng 11 năm 2010). "How big is Pluto, anyway?". Mike Brown's Planets. Truy cập ngày 23 tháng 11 năm 2010. (Franck Marchis on 2010-11-08)
29. Thomas H. Maugh II; John Johnson Jr. (ngày 16 tháng 10 năm 2005). "His Stellar Discovery Is Eclipsed". Los Angeles Times. Truy cập ngày 14 tháng 7 năm 2008.
30. "Pluto Now Called a Plutoid". Space.com. ngày 11 tháng 6 năm 2008. Truy cập ngày 11 tháng 6 năm 2008.
31. Gomes R. S.; Gallardo T.; Fernández J. A.; Brunini A. (2005). "On the origin of the High-Perihelion Scattered Disk: the role of the Kozai mechanism and mean motion resonances". Celestial Mechanics and Dynamical Astronomy. Quyển 91 số 1–2. tr. 109–129. Bibcode:2005CeMDA..91..109G. doi:10.1007/s10569-004-4623-y.
32. "NASA-Funded Scientists Discover Tenth Planet". Jet Propulsion Laboratory. 2005. Bản gốc lưu trữ ngày 24 tháng 7 năm 2012. Truy cập ngày 3 tháng 5 năm 2007.
33. "IAU 2006 General Assembly: Resolutions 5 and 6" (PDF). IAU. ngày 24 tháng 8 năm 2006. Bản gốc (PDF) lưu trữ ngày 28 tháng 9 năm 2006. Truy cập ngày 29 tháng 7 năm 2016.
34. Robert Roy Britt (2006). "Pluto Demoted: No Longer a Planet in Highly Controversial Definition". space.com. Truy cập ngày 3 tháng 5 năm 2007.
35. Green, Daniel W. E. (ngày 13 tháng 9 năm 2006). "(134340) Pluto, (136199) Eris, and (136199) Eris I (Dysnomia)". IAU Circular. Quyển 8747. Truy cập ngày 12 tháng 1 năm 2012.
36. Blue, Jennifer (ngày 14 tháng 9 năm 2006). "2003 UB 313 named Eris". USGS Astrogeology Research Program. Bản gốc lưu trữ ngày 23 tháng 3 năm 2007. Truy cập ngày 3 tháng 1 năm 2007.
37. "International Astronomical Association homepage". Bản gốc lưu trữ ngày 30 tháng 9 năm 2007. Truy cập ngày 5 tháng 1 năm 2007.
38. "Xena and Gabrielle" (PDF). Status. tháng 1 năm 2006. Bản gốc (PDF) lưu trữ ngày 14 tháng 3 năm 2012. Truy cập ngày 3 tháng 5 năm 2007.
39. "Faraway Eris is Pluto's Twin". ESO Science Release. ngày 26 tháng 10 năm 2011. Truy cập ngày 28 tháng 10 năm 2011.
40. Schilling, Govert (2008). The Hunt For Planet X. Springer. tr. 214. ISBN 978-0-387-77804-4.
41. "Planet X Marks the Spot" (PDF). TechRepublic. 2006. Truy cập ngày 13 tháng 7 năm 2008.
42. O'Neill, Sean (2005). "Your top 10 names for the tenth planet". NewScientist. Truy cập ngày 28 tháng 6 năm 2008.
43. Yeomans, Donald K. "Horizons Online Ephemeris System". California Institute of Technology, Jet Propulsion Laboratory. Truy cập ngày 5 tháng 1 năm 2007.
44. Peat, Chris. "Spacecraft escaping the Solar System". Heavens-Above. Truy cập ngày 25 tháng 1 năm 2008.
45. Simulation of Eris (2003 UB313)'s orbit predicting a 17:5 resonance
46. "Hubble Finds 'Tenth Planet' Slightly Larger Than Pluto". NASA. ngày 11 tháng 4 năm 2006. Bản gốc lưu trữ ngày 29 tháng 8 năm 2008. Truy cập ngày 29 tháng 8 năm 2008.
47. John Stansberry; Will Grundy; Mike Brown; John Spencer; David Trilling; Dale Cruikshank; Jean-Luc Margot (2007). "Physical Properties of Kuiper Belt and Centaur Objects: Constraints from Spitzer Space Telescope". arXiv:astro-ph/0702538. {{Chú thích arXiv}}: |lớp= bị bỏ qua (trợ giúp)
48. "Comment on the recent Hubble Space Telescope size measurement of 2003 UB313 by Brown et al". Max Planck Institute. 2006. Truy cập ngày 3 tháng 5 năm 2007.
49. M. E. Brown, E.L. Schaller, H.G. Roe, D. L. Rabinowitz, C. A. Trujillo (2006). "Direct measurement of the size of 2003 UB313 from the Hubble Space Telescope" (PDF). The Astrophysical Journal. Quyển 643 số 2. tr. L61 – L63. arXiv:astro-ph/0604245. Bibcode:2006ApJ...643L..61B. doi:10.1086/504843.{{Chú thích tạp chí}}:  Quản lý CS1: nhiều tên: danh sách tác giả (liên kết)
50. Brown, Mike (2007). "Dysnomia, the moon of Eris". CalTech. Truy cập ngày 14 tháng 6 năm 2007.
51. "Gemini Observatory Shows That "10th Planet" Has a Pluto-Like Surface". Gemini Observatory. 2005. Truy cập ngày 3 tháng 5 năm 2007.
52. M. E. Brown, C. A. Trujillo, D. L. Rabinowitz (2005). "Discovery of a Planetary-sized Object in the Scattered Kuiper Belt". The Astrophysical Journal. Quyển 635 số 1. tr. L97 – L100. arXiv:astro-ph/0508633. Bibcode:2005ApJ...635L..97B. doi:10.1086/499336.{{Chú thích tạp chí}}:  Quản lý CS1: nhiều tên: danh sách tác giả (liên kết)
53. J. Licandro; W. M. Grundy; N. Pinilla-Alonso; P. Leisy (2006). "Visible spectroscopy of 2003 UB313: evidence for N2 ice on the surface of the largest TNO" (PDF). Astronomy and Astrophysics. Quyển 458 số 1. tr. L5 – L8. arXiv:astro-ph/0608044. Bibcode:2006A&A...458L...5L. doi:10.1051/0004-6361:20066028.
54. Brown, M. E.; Van Dam, M. A.; Bouchez, A. H.; Le Mignant, D.; Campbell, R. D.; Chin, J. C. Y.; Conrad, A.; Hartman, S. K.; Johansson, E. M.; Lafon, R. E.; Rabinowitz, D. L. Rabinowitz; Stomski, P. J., Jr.; Summers, D. M.; Trujillo, C. A.; Wizinowich, P. L. (2006). "Satellites of the Largest Kuiper Belt Objects" (PDF). The Astrophysical Journal. Quyển 639 số 1. tr. L43 – L46. arXiv:astro-ph/0510029. Bibcode:2006ApJ...639L..43B. doi:10.1086/501524. Truy cập ngày 19 tháng 10 năm 2011.{{Chú thích tạp chí}}:  Quản lý CS1: nhiều tên: danh sách tác giả (liên kết)
55. Tytell, David (2006). "All Hail Eris and Dysnomia". Sky and Telescope. Truy cập ngày 5 tháng 1 năm 2010.
56. "The girl who named a planet". BBC News. ngày 13 tháng 1 năm 2006. Truy cập ngày 21 tháng 6 năm 2007.
57. M. E. Brown và C. A. Trujillo (2004). "Direct Measurement of the Size of the Large Kuiper Belt Object (50000) Quaoar" (PDF). The Astronomical Journal. Quyển 127 số 7076. tr. 2413–2417. Bibcode:2004AJ....127.2413B. doi:10.1086/382513. Describing in detail the method applied to the recent measure of 2003 UB313.
58. "AstDys (90377) Sedna Ephemerides". Department of Mathematics, University of Pisa, Italy. Truy cập ngày 28 tháng 2 năm 2016.
59. JPL Horizons On-Line Ephemeris System (ngày 18 tháng 7 năm 2010). "Horizons Output for Sedna 2076/2114". Bản gốc lưu trữ ngày 25 tháng 2 năm 2012. Truy cập ngày 18 tháng 7 năm 2010. Horizons
60. NBC News (ngày 13 tháng 7 năm 2015). "New Horizons Probe Finds Out Pluto's Bigger (and Icier) Than We Thought". Truy cập ngày 13 tháng 7 năm 2015.
61. McGranaghan, R.; Sagan, B.; Dove, G.; Tullos, A.; Lyne, J. E.; Emery, J. P. (2011). "A Survey of Mission Opportunities to Trans-Neptunian Objects". Journal of the British Interplanetary Society. Quyển 64. tr. 296–303. Bibcode:2011JBIS...64..296M.

1. ↑  Images were taken on ngày 21 tháng 10 năm 2003; the object was not detected and identified until 2005.
2. ↑  [3] Cả hai cách phát âm đều phổ biến; cách phát âm đầu tiên là cách phát âm trang trọng, nhưng Brown và học trò dùng cách thứ hai.[4]
3. 1 2  Calculated from the mean radius
4. ↑  Calculated by dividing the listed mass by the listed volume
5. 1 2  Calculated based on the known parameters
6. ↑  Calculated from the listed diameter (D) and albedo (p) using {\displaystyle H=-5\log {D{\sqrt {p}} \over 1329}} [14]

- Brown M.E., Trujillo C.A., Rabinowitz D.L. (2005), Discovery of a planetary-sized object in the scattered Kuiper belt, Astrophysical Journal Letters, submitted
- Brown M.E., van Dam M.A., Bouchez A.H. et all (2005), Satellites of the largest Kuiper belt objects, Astrophysical Journal Letters, submitted
- Gomes R.S., Gallardo T, Fernández J.A., Brunini A. (2005), On the origin of the High-Perihelion Scattered Disk: the role of the Kozai mechanism and mean motion resonances, Celestial Mechanics and Dynamical Astronomy, v. 91, p. 109-129

### Các ấn phẩm đã ban hành
- Đài thiên văn Gemini chỉ ra rằng "hành tinh thứ 10" có bề mặt giống Diêm Vương Tinh
- Ấn phẩm báo chí của Caltech, 29/7/2005 Lưu trữ ngày 2 tháng 8 năm 2005 tại Wayback Machine "Các nhà khoa học về hành tinh tìm ra hành tinh thứ 10".
- Ấn phẩm mới của Jet Propulsion Laboratory Lưu trữ ngày 24 tháng 7 năm 2012 tại Wayback Machine
- NASA – Ấn phẩm báo chí về phát hiện ra hành tinh thứ 10
- Ấn phẩm báo chí về việc kính thiên văn vũ trụ Spitzer cố gắng chụp ảnh 2003 UB313 một lần nữa Lưu trữ ngày 2 tháng 12 năm 2005 tại Wayback Machine
- Đài thiên văn Keck – Gabrielle: vệ tinh của Xena (2003 UB313)

### Thông tin mới
- Hành tinh thứ 10 đã được phát hiện ở phần ngoài của hệ Mặt Trời -NewScientistSpace.com
- Các nhà thiên văn tìm thấy "hành tinh thứ 10" Lưu trữ ngày 3 tháng 12 năm 2008 tại Wayback Machine - Bài báo của Sky & Telescope
- Hành tinh thứ 10 đã được tìm thấy - Bài báo trên tạp chí Astronomy
- LỚN HƠN DIÊM VƯƠNG TINH! Hành tinh thứ 10 đã được phát hiện? - Hội khoa học hành tinh
- Hành tinh thứ 10 đã được tìm thấy! - spaceflightnow.com
- Thiên thể lớn hơn Diêm Vương Tinh đã được phát hiện, gọi là hành tinh thứ 10 - space.com
- Các nhà thiên văn tìm ra 'hành tinh thứ 10' - BBC News
- Bạn gọi nó là hành tinh? Các nhà thiên văn quyết định gọi thiên thể này như thế nào. Lưu trữ ngày 5 tháng 8 năm 2005 tại Wayback Machine - Slate.com
- 'Hành tinh Xena' có vệ tinh: Gabrielle[liên kết hỏng] - edition.cnn.com